# Памфіл
Памфіл (грец. Πάμφιλος, 390 до н. е. — 350 до н. е.) — давньогрецький художник при дворі Філіппа II, царя Македонії.

## Життєпис
Народився у грецькій колонії Амфіполіс. Про його життя відомо замало. Був учнем Евпома, фундатора сікіонської школи художників. Втім саме завдяки Памфілу ця школа сформувалася остаточно й зажило слави. Згодом опинився при дворі царя Філіппа II. Про життя при македонському дворі Памфіла немає відомостей. Знано лише про картини «Битва у Фліунта», «Одіссей», «Кревність», «Перемога афінян».
Використовував при написанні картин знання з арифметики та геометрії. Памфіл став вчителем відомих в подальшому майстрів Мелантія, Павсія, Апеллеса.